# 43 a.C.
Il 43 a.C. (XLIII a.C. in numeri romani) è un anno  del I secolo a.C.

## Eventi
- Guerra civile romana (43 a.C.-31 a.C.)
- Battaglia di Modena: l'esercito consolare e le truppe di Ottaviano sconfiggono Marco Antonio, che aveva preso d'assedio Modena dopo aver preso attraverso un plebiscito e la Lex de permutatione provinciarum la Gallia Cisalpina, togliendola a Decimo Bruto. Dopo questa battaglia, Antonio si rifugia nella Gallia Narbonense presso Marco Emilio Lepido: i due vengono dichiarati nemici della Repubblica.[1]
- 14 aprile - Battaglia di Forum Gallorum Marco Antonio affronta le legioni del console Gaio Vibio Pansa, che ottiene la vittoria ma viene mortalmente ferito.
- 21 aprile - Marco Antonio è sconfitto nella Battaglia di Mutina (attuale Modena) dal console Aulo Irzio, che rimane ucciso
- Marco Terenzio Varrone viene proscritto
- Gaio Giulio Cesare Ottaviano, Marco Antonio e Marco Emilio Lepido formano il Secondo triumvirato (43 a.C. - 33 a.C.).
- Gaio Sallustio Crispo, storico latino, fra il 43 ed il 40 a.C. compone due monografie storiche: Bellum Catilinae (o De Catilinae coniuratione) e Bellum Jugurthinum
- Fondazione della città di Lione ad opera del luogotenente di Giulio Cesare, Lucio Munazio Planco, sulla collina di Fourvière (Forum Vetus), con il nome di Lugdunum
- 7 dicembre - Marco Tullio Cicerone, che era stato proscritto da Marco Antonio, è ucciso.

## Nati
- 20 marzo - Publio Ovidio Nasone, poeta romano
- Iotapa, principessa e regina
- Publio Tutilio, militare romano († 29)

## Morti
- 14 aprile - Decimo Carfuleno, militare e politico romano
- 21 aprile - Aulo Irzio, militare, storico e politico romano
- 23 aprile - Gaio Vibio Pansa, politico romano
- 7 dicembre - Marco Tullio Cicerone, avvocato, politico e scrittore romano (n. 106 a.C.)
- Lucio Ponzio Aquila, politico romano
- Azia maggiore, romana (n. 85 a.C.)
- Lucio Giulio Cesare, politico romano (n. 110 a.C.)
- Quinto Tullio Cicerone, politico romano (n. 102 a.C.)
- Erode Antipatro
- Decimo Giunio Bruto Albino, politico e generale romano
- Decimo Laberio, drammaturgo romano (n. 106 a.C.)
- Gaio Licinio Verre, politico e militare romano
- Lucio Roscio Fabato, generale romano
- Lucio Minucio Basilo, militare e politico romano
- Quinto Pedio, militare e politico romano
- Publio Cornelio Dolabella, politico e militare romano
- Servio Sulpicio Rufo, oratore romano
- Servio Sulpicio Galba, politico e generale romano
- Gaio Trebonio, politico e militare romano